# Octavia
Octavia, a veces llamada Octavia Neronis por su matrimonio (finales del 39 o principios del 40-9 de junio del 62 d. C.) fue una emperatriz romana. Era hija del emperador Claudio y de Valeria Mesalina. Después de la muerte de su madre y el nuevo matrimonio de su padre con su prima Agripina la Menor, se convirtió en hermanastra del futuro emperador Nerón, y posteriormente en su esposa, en un matrimonio entre los dos arreglado por Agripina.
Octavia era popular entre el pueblo romano, pero ella y Nerón odiaban su matrimonio. Cuando la amante de Nerón, Popea Sabina, quedó embarazada, se divorciaron y Nerón desterró a Octavia. Cuando esto provocó una protesta pública, hizo que la ejecutaran.

## Biografía

### Familia
Octavia era la mayor de los dos hijos de Claudio y su tercera esposa, Valeria Mesalina. Su hermano menor era Británico. Tenía medio hermanos mayores de los matrimonios anteriores de su padre. Su media hermana mayor era Claudia Antonia, hija de Claudio a través de su segundo matrimonio con Elia Petina. También tuvo un medio hermano, Claudio Druso, a través del primer matrimonio de Claudio con Plaucia Urgulanila, aunque Druso murió antes de que ella naciera. : 23 
Llevaba el nombre de su bisabuela Octavia la Menor, hermana del emperador Augusto.

### Primeros años de vida
Nació en Roma hacia el año 39 o 40 durante el reinado de su primo Calígula. En enero del 41, Calígula fue asesinado y su padre fue declarado emperador. Poco después del ascenso de Claudio al trono, nació su hermano Británico, el 12 de febrero. Ese mismo año, Claudio la desposó con Lucio Junio Silano Torcuato, descendiente de Augusto.
En el año 48, Mesalina mantuvo una aventura con el senador Cayo Silio, y ambos celebraron un banquete de bodas cuando Claudio estaba en Ostia. Claudio fue informado por uno de sus consejeros, el liberto Narciso, y se apresuró a regresar a Roma, preocupado porque la boda fuera parte de un intento de derrocarlo y convertir a Silio en emperador. Octavia y Británico fueron enviados a encontrarse con Claudio en un intento de calmar su ira. Los esfuerzos de Mesalina por reconciliarse con él no tuvieron éxito y fue ejecutada por la Guardia Pretoriana por órdenes que Narciso presentó como provenientes de Claudio.

### Nuevo matrimonio de Claudio y ascenso de Nerón

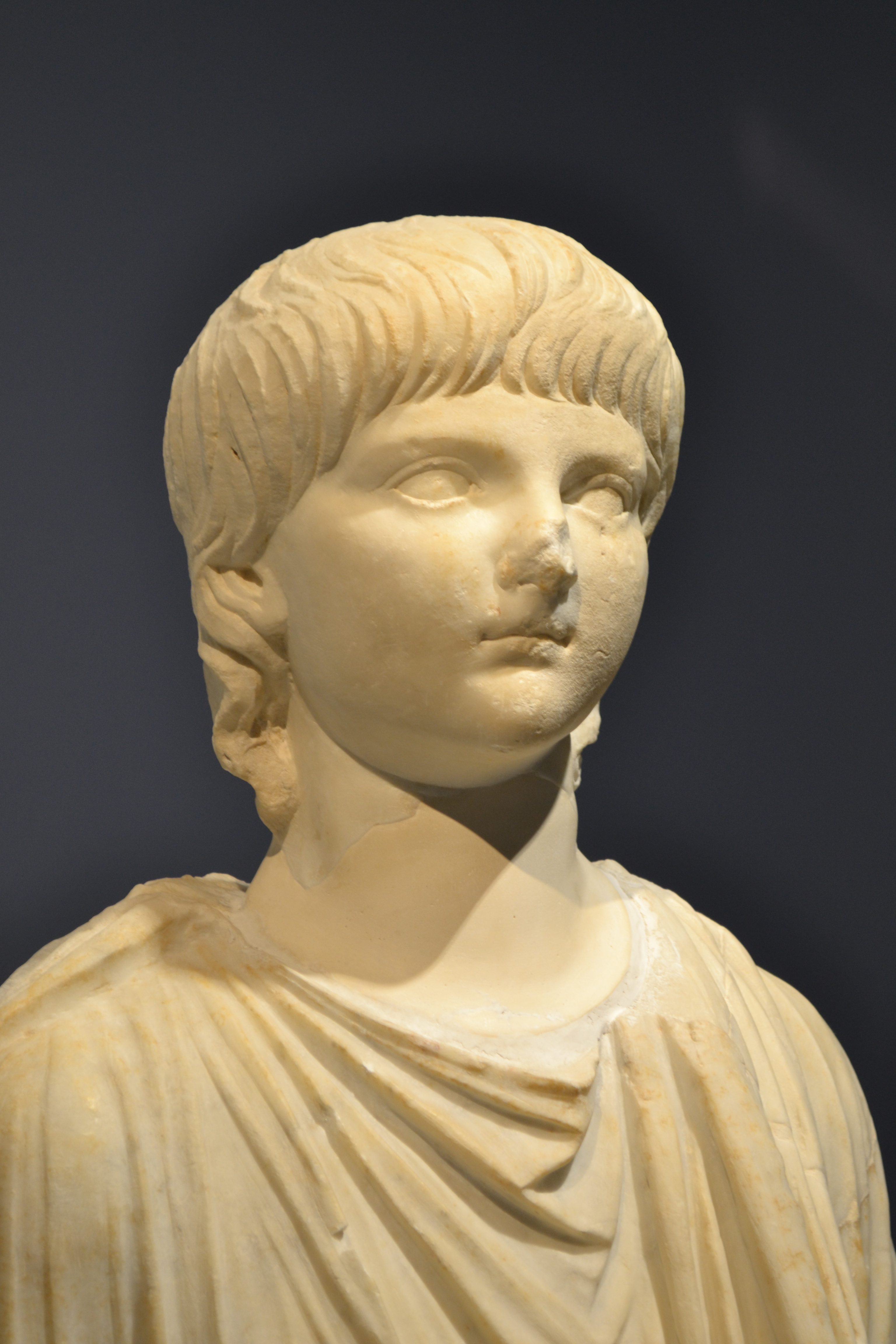
Octavia de niña, estatua en el Museo Arqueológico y de Arte de la Maremma en Toscana.

Las preocupaciones políticas, incluida la necesidad de disuadir nuevos desafíos a su legitimidad, motivaron a Claudio a volverse a casar. Sus asesores propusieron varias candidatas; entre ellas se encontraban su exesposa Elia Petina y Lolia Paulina, una noble rica que había estado casada con Calígula durante un corto tiempo. En 49, Claudio se casó con Agripina la Joven, hija del popular general Germánico y también descendiente de Augusto. Germánico era el hermano mayor de Claudio, lo que convertía a Agripina en sobrina de Claudio y prima hermana de Octavia. Para poder proceder, se modificó la ley que prohibía ese tipo de matrimonio.
Agripina tenía un hijo, Lucio Domicio Enobarbo, de su primer matrimonio con Cneo Domicio Enobarbo. En el año 50, Claudio adoptó a Lucio, quien cambió su nombre por el de Nerón Claudio César Druso Germánico.
Agripina jugó un papel activo en la política a través de su influencia sobre Claudio. Hizo acusar públicamente al prometido de Octavia, Silano, de incesto con su hermana; se vio obligado a dimitir de su cargo de pretor y suicidarse. Suetonio informa que esto último ocurrió el mismo día del matrimonio de Claudio y Agripina. Luego hizo que Octavia se comprometiera con Nerón, quien además fue nombrado heredero de Claudio. Octavia y Nerón se casaron en el año 53. Para solucionar el problema de que ahora eran legalmente hermano y hermana, Octavia fue adoptada primero por otra familia patricia.

### Vida como emperatriz

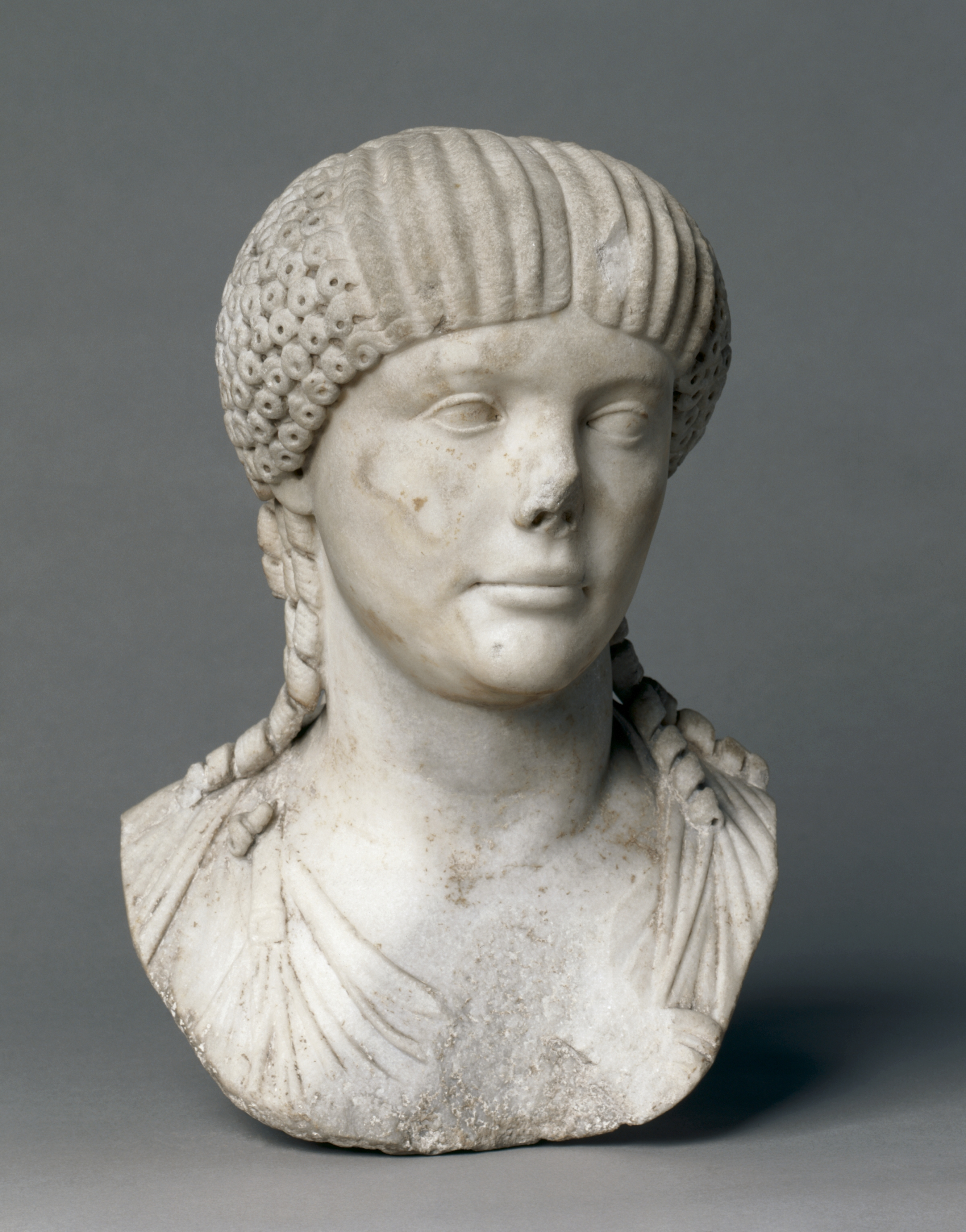
Busto de Octavia, Museo de Arte de Cleveland.

El 13 de octubre del 54, Claudio enfermó y murió inesperadamente. El oportuno momento de su muerte (Británico se acercaba rápidamente a la mayoría de edad y podría desplazar a Nerón como heredero) llevó a las fuentes antiguas a acusar a Agripina de matarlo, posiblemente con setas venenosas. Aunque los historiadores modernos consideran que la muerte es sospechosa y que Agripina es posiblemente culpable, también señalan que Claudio tenía más de sesenta años y nunca gozó de la mejor salud. El mismo día, Nerón fue aclamado emperador por la Guardia Pretoriana y el Senado accedió, invistiéndole formalmente al poder. Octavia estaba ahora casada con el emperador de Roma. Una vez convertido en emperador, la relación de Nerón con su madre comenzó a deteriorarse mientras los dos competían por el poder.
Al año siguiente, Británico también murió, durante un banquete en el que estaban presentes Octavia, Nerón y Agripina. Octavia y Agripina quedaron conmocionadas por la repentina enfermedad de Británico, que Nerón atribuyó a la epilepsia. Británico, como hijo de Claudio, había sido un rival potencial para el imperio, rival que Agripina había intentado utilizar como palanca en las luchas de poder con su hijo. La muerte sospechosa del rival de Nerón llevó a la suposición generalizada de que Nerón había envenenado a Británico; escritores antiguos, incluidos Tácito, Suetonio, Dion Casio, y Flavio Josefo todos acusan a Nerón del asesinato de su hermanastro. Tácito informa que en ese momento, Octavia «había aprendido a ocultar sus penas, sus afectos, todas sus emociones».
Octavia y Agripina se hicieron cercanas después de la muerte de Británico. Nerón comenzó a tener aventuras, primero con Claudia Actea, una liberta, y luego con Popea Sabina, la esposa de su amigo Marco Salvio Otón. Las infidelidades de Nerón y su deseo expreso de casarse con una de sus amantes resultaron en otro conflicto en las luchas de poder en curso entre Nerón y Agripina. Estas llegaron a su fin en marzo de 59 cuando Nerón, posiblemente a instancias de Popea, asesinó a su madre, con la ayuda de Aniceto, un antiguo tutor de Nerón que se había convertido en almirante.

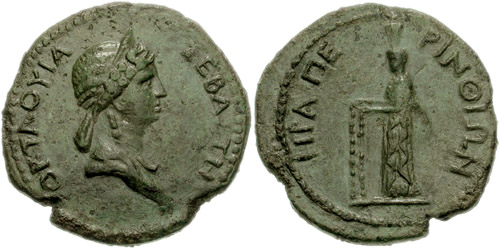
Moneda de Octavia.

Octavia era muy querida por el pueblo, pero su matrimonio con Nerón fue infeliz y sin amor. Aunque Tácito describe a Octavia como «una mujer noble de probada virtud», y de «comportamiento modesto», Nerón no tenía ningún interés en ella y odiaba su matrimonio, prefiriendo sus aventuras con Actea y Popea. Cuando algunos en la corte plantearon preguntas sobre el trato que le daba, él respondió que ella debería contentarse con ser su esposa sólo de nombre. Según Suetonio, intentó estrangularla en varias ocasiones.
En el año 62, Nerón ya no tenía los principales consejeros de su primer reinado, ya que el prefecto del pretorio Sexto Afranio Burro murió y Séneca el Joven se retiró. Esto provocó un cambio en la conducta de Nerón que el historiador Barry Strauss denominó «un punto de inflexión en el reinado», a medida que exiliaba o ejecutaba cada vez más a quienes consideraba sus enemigos. Burro había aconsejado previamente a Nerón que no se divorciara de Octavia. Posicionó el matrimonio de Nerón con ella como la fuente de su legitimidad como emperador, y le dijo a Nerón que necesitaría «devolverle su dote». El mismo año de la muerte de Burro, Popea quedó embarazada del hijo de Nerón.

### Divorcio, destierro y muerte

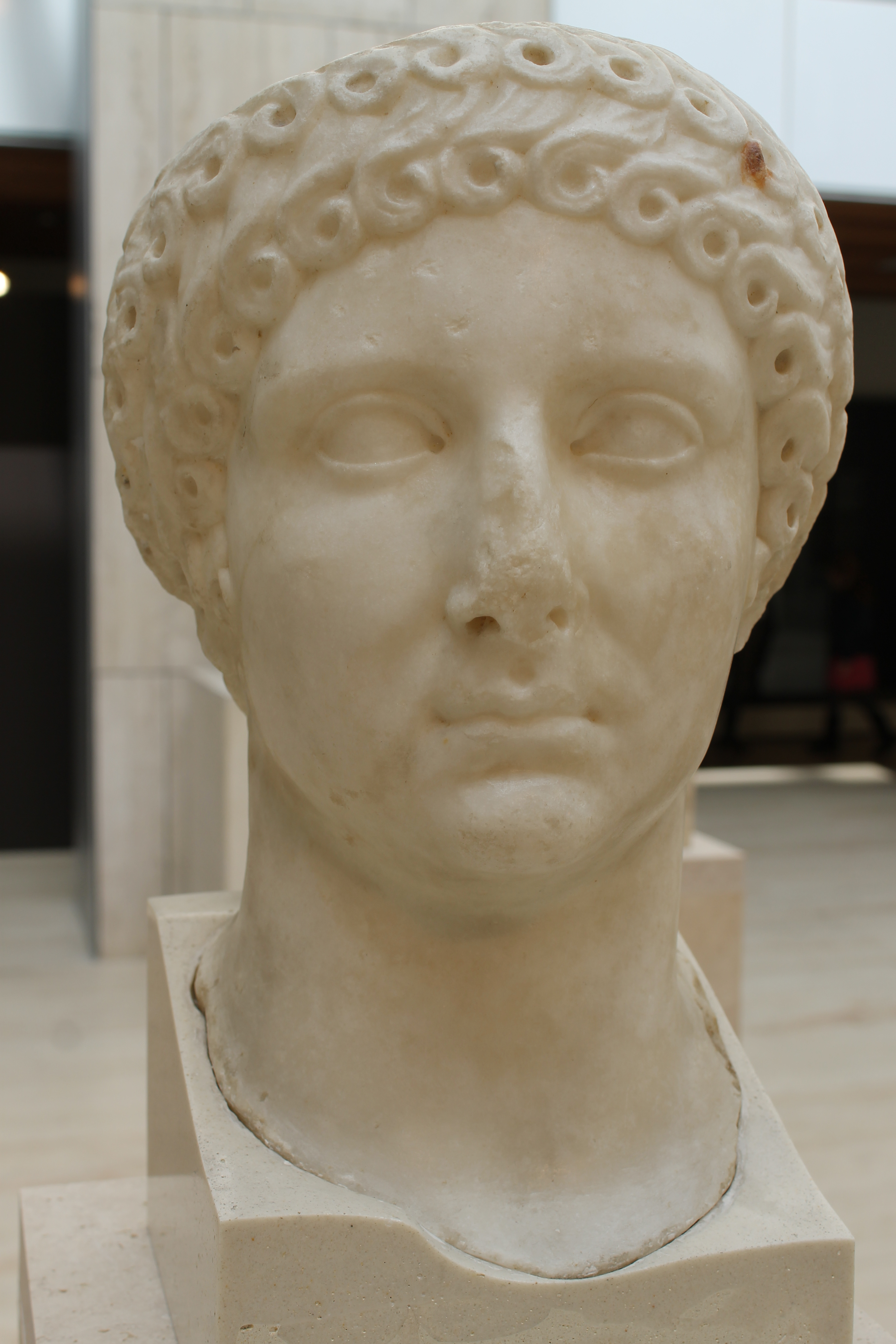
Busto de Popea Sabina, Museo Arqueológico Nacional, Madrid.

Nerón se divorció finalmente de Octavia, alegando que la falta de un heredero se debía a la esterilidad de ella. Como parte del divorcio, le entregó propiedades que anteriormente pertenecían a Burro y Rubelio Plauto, otro pariente julio-claudiano al que había ejecutado recientemente. Nerón se casó con Popea poco después, según Suetonio, doce días después del divorcio.
En un intento de dañar la reputación de Octavia y con ella su popularidad, Nerón y Popea también la acusaron de adulterio con Euquero, un flautista de Alejandría.    Uno de los nuevos prefectos pretorianos, Ofonio Tigelino, interrogó bajo tortura a las sirvientas de Octavia, incluida Pitias, para corroborar esta acusación, pero no tuvo éxito en gran medida. Sin embargo, Octavia fue exiliada a Campania.
El pueblo de Roma respondió al destierro de Octavia con protestas públicas generalizadas que el historiador Vasily Rudich describió como «el disturbio masivo más pronunciado [en la ciudad de Roma] bajo Nerón hasta el mismo momento de su derrocamiento». Las protestas fueron en gran medida contra Popea; Nerón incluso se alegró cuando se difundieron rumores de que él había cambiado de opinión. Las estatuas de Octavia fueron llevadas por las calles, mientras que las de Popea fueron derribadas o dañadas.
Nerón no estaba seguro de cómo responder. Popea abogó por un trato más severo hacia Octavia, alegando que los manifestantes eran simplemente clientes y sirvientes de Octavia y que en realidad no representaban lo que pensaba la población romana. También sugirió que cualquier marido que se encontrara para Octavia podría ser una amenaza para su posición. Nerón le pidió a Aniceto, su aliado en el asesinato de Agripina, que confesara un adulterio, ofreciéndole la opción de recompensas y una vida cómoda en el exilio o la muerte. Aniceto le dio a Nerón la confesión falsa que quería y fue exiliado a Cerdeña, donde finalmente murió por causas naturales. Nerón también acusó a Octavia de encubrir este adulterio con un aborto, a pesar de que su base inicial para el divorcio fue la afirmación de que ella era estéril.
Octavia fue exiliada a la pequeña isla de Pandataria (actual Ventotene), donde Julia la Mayor, Agripina la Mayor y Julia Livila habían sido exiliadas anteriormente. Unos días después de su llegada, arribaron varios soldados con la orden de ejecutarla. Sus súplicas ante sus verdugos no tuvieron éxito y fue atada. Le cortaron las venas en un intento de simular un suicidio, pero cuando eso tomó más tiempo de lo esperado, la llevaron a una habitación llena de vapor caliente para asfixiarla. Murió el 9 de junio del año 62, a los 22 años. Le cortaron la cabeza y la llevaron de regreso a Popea.

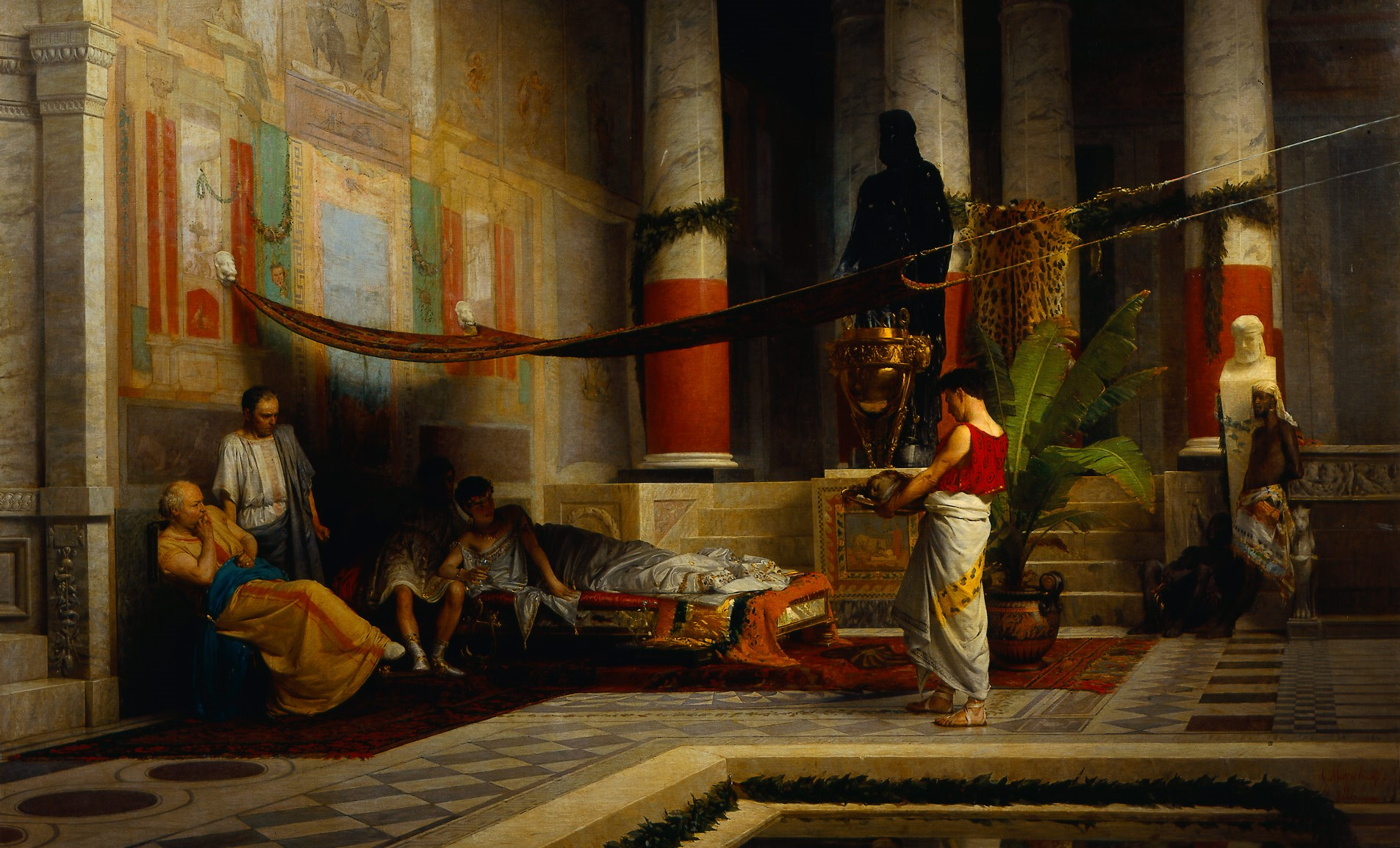
La cabeza de Octavia es presentada a Popea y Nerón de Giovanni Muzzioli (1876).

Tácito describió las consecuencias de su muerte de la siguiente manera:

Por todas estas cosas se decretaron ofrendas a los templos. ¿Con qué frecuencia se deben decir esas palabras? Que todos los que conocen la historia de ese período en mi narración o en la de otros den por sentado: tantas veces como el emperador ordenó un exilio o un asesinato, tantas veces se dirigió una acción de gracias al cielo; y lo que antes presagiaba prosperidad era ahora un símbolo de calamidad pública.
—Tácito, Los Anales

A raíz de la fallida conjura de Pisón del 65, el pretoriano Subrio Flavo enumeró el asesinato de Octavia por parte de Nerón como una de las razones de su participación cuando fue interrogado por el emperador.
Popea seguiría siendo la esposa de Nerón hasta su muerte en el año 65, una muerte generalmente atribuida a que Nerón le dio una patada mientras estaba embarazada. Nerón se suicidaría después de que los ejércitos se rebelaran contra él, muriendo el 9 de junio de 68, exactamente seis años después de Octavia.

## En la ficción
Su divorcio de Nerón es el tema de la obra Octavia, el único ejemplo de drama romano basado en la historia romana que sobrevive en su totalidad. Fue escrito por un autor desconocido después de la muerte de Nerón, posiblemente durante el gobierno de la dinastía Flavia, y puede haber sido la primera acusación escrita de que Nerón era responsable del Gran incendio de Roma.
A partir del siglo XVII hubo un aumento de óperas y otras obras dramáticas basadas en la vida de Nerón. Es probable que Octavia haya influido en algunas de estas obras, aunque no está claro hasta qué punto. Octavia aparece en obras que incluyen la ópera perdida Nerón de Handel, la ópera La coronación de Popea (1642/1643) de Claudio Monteverdi, la ópera Octavia (1705) de Reinhard Keizer, Vittorio Alfieri ' s tragedia Ottavia (1783), y el ballet de Johann Caspar Aiblinger La morte di Nerone (1815/1816). Algunas obras se tomaron considerables libertades creativas con los acontecimientos históricos, como Agrippina in Baia (1687) de Giovanni Battista Bassani, que contiene un final feliz en el que todos los personajes sobreviven y se reconcilian con éxito entre sí.
Octavia es también el tema de la enorme novela alemana Die Römische Octavia (1677-1707) de Antonio Ulrico de Brunswick-Luneburgo, y un personaje de la novela Claudio el Dios de Robert Graves (la secuela de Yo, Claudio) y la serie de televisión Yo, Claudio. Es el personaje principal de la novela biográfica histórica Octavia: una historia de la antigua Roma de Seymour van Santvoord (1923).